# Legoland Japan
Legoland Japan (レゴランド・ジャパン?, Regorando Japan) è un parco di divertimenti a Nagoya, in Giappone. È stato aperto il 1º aprile 2017. È il primo parco diverimenti Legoland in Giappone, il secondo in Asia dopo Legoland Malaysia e l'ottavo nel mondo. Il parco è progettato per attrarre più di due milioni di visitatori all'anno.

## Storia
Il 30 giugno 2014 la Merlin Entertainments annunciò che aveva intenzione di aprire un parco Legoland a Nagoya. La costruzione è iniziata ufficialmente il 15 aprile 2015. Il 27 marzo 2017 un treno commemorativo a tema Legoland cominciò a passare sulla linea Aonami per celebrare l'apertura del parco. Legoland Japan è stato aperto ufficialmente il 1º aprile 2017. Il biglietto d'ingresso è di 6 900 yen per gli adulti e di 5 300 yen per i bambini dai 3 ai 12 anni. Molti hanno commentato il prezzo del biglietto, paragonabile a quello di Tokyo Disneyland nonostante il parco Legoland sia considerevolmente più piccolo. La Merlin Entertainments ha in programma di costruire un Legoland Hotel e un acquario Sea Life vicino al parco nel 2018 per trasformare l'area in un resort; tutto questo dovrebbe costare 10 miliardi di yen.

## Giostre ed attrazioni
Il parco include diverse giostre e una città in miniatura che include monumenti come la stazione di Tokyo, Kiyomizu-dera a Kyoto e il castello di Nagoya. Il parco si divide in sette zone: Factory, Bricktopia, Pirate Shores, Knight's Kingdom, Adventure, Lego City e Miniland.

### Montagne russe
| Montagna russa      | Apertura | Produttore | Zona             | Descrizione                                                                     |
| ------------------- | -------- | ---------- | ---------------- | ------------------------------------------------------------------------------- |
| Dragon Coaster      | 2017     | Zierer     | Knight's Kingdom | Un ottovolante in acciaio a forma di drago                                      |
| Dragon's Apprentice | 2017     | Zamperla   | Knight's Kingdom | Un altro ottovolante in acciaio a forma di drago più piccolo del Dragon Coaster |

## Accesso
Il parco è vicino alla stazione di Kinjō-futō, nella linea Aonami della Nagoya Rinkai Rapid Transit.